# 橋本莉奈
橋本 莉奈（はしもと りな、1998年2月6日 - ）は、中国放送（RCC）アナウンサー。

## 来歴・人物
兵庫県三木市出身。 兵庫県立小野高等学校卒業。小野高等学校では、放送部に所属して全国大会にも出場経験がある。卒業後は、関西大学社会学部社会学科心理学専攻卒業。
ミス関大2017に出場した。
2020年 - 4月、青森放送に入社。
2025年 - 7月、青森放送を退職。8月、中国放送に入社。

## 中国放送に移籍後の担当番組

### テレビ
- JNNニュース・報道特集・Nスタ（ローカル枠。シフト勤務）

### ラジオ
- 中国新聞ニュース（シフト勤務）
- 平成ラヂオバラエティごぜん様さま（2025年8月19日  楠本麗奈のピンチヒッター）

## 青森放送時代の担当番組

### テレビ
- 東奥日報ニュース
- RABニュースレーダー - サブキャスター（水 - 金、2022年4月6日 - ）、天気予報担当（2020年10月 - ）

### ラジオ
- FRESH TIME（火曜、水曜日）2020年10月 - 2021年3月
- 今日も!あさぷり（月曜日）2021年3月29日 - 2021年9月27日
- 伊奈かっぺい・旅の空うわの空（月曜日）2021年9月27日 -
- はしリナのゆっくリナまったリナ（火曜日）2021年9月28日 -
- GO!GO!らじ丸（金曜日）2021年10月1日 -
- 東奥日報ニュース